# Lista de canções de twist
As músicas desta lista, são associadas ou mencionam a dança Twist.

## Século XIX
1840
- "Grape Vine Twist" - Joel Walker Sweeney[1]

## Anos 30, 50 e 60
1939
- "Winnin' Boy Blues" - Jelly Roll Morton (1939)                                                                                                                                                           Pianista Jelly Roll Morton

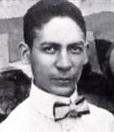
Pianista Jelly Roll Morton

Um trecho da letra descreve uma menina dançando um estilo chamado "Double Twist".
1959
- "The Twist" - Hank Ballard & The Midnighters

Ballard e sua banda The Midnighters tentaram popularizar o Twist, dançando em apresentações. Porém a dança apenas ficou famosa na  Philadelphia e Baltimore e tinha passos diferentes.
A versão de 1960 de Chubby Checker foi sua gravação mais conhecida.
1960
- "Twistin' Bells" - Santo & Johnny

1961
- "Twistin' Postman" - The Marvellettes

Um dos sucessos do conjunto.
- "Tequila Twist" - The Champs

- "Peppermint Twist" - Joey Dee and The Starlighters

- "Let's Twist Again" - Chubby Checker
- "Twist and Shout" - Top Notes

A banda de R&B Top Notes, formada em cerca de 1950, teve sucessos regionais como "For Love of All".
Em 1961, foi lançada a música "Twist and Shout", produzida por Phil Spector e em 1962 o conjunto se separou. O The Beatles regravou a melodia em 1963, em um álbum da EMI Music.
- "Le Twist" - Les Chaussettes Noires

Uma adaptação de "The Twist" com letras em francês.
- "Leçon de Twist" - Les Dangers

A música "Twistin' The Twist" de Teddy Martin and His La Vegas Twisters de 1961 foi regravada por Richard Anthony, Dalida e vários músicos franceses com o título "La Leçon de Twist", desde a versão de Les Dangers de mesmo ano.
1962
- "St. Tropez Twist" - Peppino Di Capri e i suoi Rockers

Essa música foi a trilha sonora do filme de mesmo ano "Il Sorpasso" e foi interpretada por vários músicos como: Los Catinos e outros.
- "Twistin' The Night Away" - Sam Cooke
- "Soul Twist" - King Curtis and The Noble Knights
- "Anna Twist" - Perez Prado
- "The Basie Twist" - Count Basie
- "Bristol Annie Twistin'" - The Dovells
- "Twist-Her" - Bill Black's Combo

1963
- "Twistin' Matilda" - Jimmy Soul

## Anos 80 e 90
1983
"Twisting By The Pool" - Dire Straits
1988
"The Twist (Yo Twist)" - The Fat Boys and Chubby Checker
1991
"Wilbury Twist" - Travellin' Wilburys

## Músicas que mencionaram mais de uma dança
- "Land Of 1000 Dances" - Wilson Pickett

1. ↑  
«Lynch's Ferry Magazine | A Journal of Lynchburg History - Sweeney Music». www.lynchsferry.com. Consultado em 12 de agosto de 2016
2. ↑  «Wining Boy Blues - Jelly Roll Morton». Consultado em 12 de agosto de 2016
3. ↑  «The Twist by Chubby Checker Songfacts». www.songfacts.com. Consultado em 12 de agosto de 2016
4. ↑  «Chubby Checker  Biography & History  AllMusic». AllMusic. Consultado em 12 de agosto de 2016
5. ↑  «The Marvelettes  Biography & History  AllMusic». AllMusic. Consultado em 12 de agosto de 2016
6. ↑  «Top Notes  Biography & History  AllMusic». AllMusic. Consultado em 12 de agosto de 2016
7. ↑  «Twist & Shout - The Beatles  Song Info  AllMusic». AllMusic. Consultado em 12 de agosto de 2016
8. ↑  «Adaptations of Le twist written by Georges Aber,Rudi Revil SecondHandSongs». secondhandsongs.com. Consultado em 13 de agosto de 2016
9. ↑  «Cover versions of La leçon de twist written by Danyel Gérard,Lucien Morisse  SecondHandSongs». secondhandsongs.com. Consultado em 13 de agosto de 2016
10. ↑  «Cover versions of St. Tropez Twist written by Gino Mazzocchi,Mario Cenci,Peppino Di Capri SecondHandSongs». secondhandsongs.com. Consultado em 13 de agosto de 2016